# The London Boys
«The London Boys» es una canción escrita por el músico británico David Bowie. Fue publicada como el lado B del sencillo «Rubber Band» en el Reino Unido el 2 de diciembre de 1966. Fue escrito en 1965 y demostrada originalmente con su banda the Lower Third como un posible lanzamiento de sencillo debut del grupo para Pye Records, sin embargo, fue rechazada. A diferencia de «Rubber Band», «The London Boys» conserva el sentimiento del movimiento mod de los sencillos anteriores de Bowie. Más tarde, la canción fue relanzada por Decca Records como un sencillo de lado A, junto con «Love You till Tuesday» como lado B.

## Grabación
David Bowie escribió «The London Boys» a principios de 1965 bajo el nombre de «Now You've Met the London Boys». De acuerdo al biógrafo Kevin Cann, la canción obtuvo una respuesta positiva de la audiencia durante las presentaciones en vivo con su banda the Lower Third, y rápidamente se convirtió en una canción favorita para interpretar en vivo. Más tarde, Bowie y the Lower Third grabaron «The London Boys» el 25 de noviembre de 1965 en los estudios Marble Arch, Londres como un posible lanzamiento de sencillo debut del grupo para Pye Records. Sin embargo, la canción fue rechazada por la discográfica debido a su contenido lírico subido de tono;  esta grabación es considerada perdida. El baterista Phil Lancaster declaró que tanto como él y Bowie estaban profundamente heridos por su rechazo. Más tarde, el productor Tony Hatch le dijo al biógrafo Paul Trynka: “Recuerdo «The London Boys». Había muchas canciones sobre sus antecedentes. Había una sobre Hackney Marshes que probablemente esté en algún archivo en alguna parte”.
Después de que fue rechazada, Bowie reescribió la canción como «Can't Help Thinking About Me», la cual fue escogida como sencillo en su lugar.
Durante el año siguiente, Bowie continuó tocando la canción en vivo, modificando su letra y sus arreglos. Tras su despido de Pye en septiembre de 1966, Bowie con su nueva banda the Buzz, grabaron una nueva versión de la canción, junto con dos nuevas canciones «Rubber Band» y «The Gravedigger» en los estudios R G Jones el 18 de octubre de 1966. Las sesiones fueron financiadas por Kenneth Pitt, el cual usó las cintas de la sesión para asegurar Bowie un contrato discográfico con Deram Records, subsidiaria de Decca Records. Deram escogió «Rubber Band» como el sencillo, mientras que «The London Boys» se convirtió en su lado B.

## Lanzamiento
«The London Boys» fue publicado por Deram como el lado B de «Rubber Band» en el Reino Unido el 2 de diciembre de 1966, con el número de catálogo Deram DM107. Para su lanzamiento en los Estados Unidos, publicada el 27 de mayo de 1967 y con la regrabación de «Rubber Band», «There Is a Happy Land» (tomada de David Bowie, 1967) reemplazó a «The London Boys» debido a las referencias a las drogas de este último. Una vez más, el sencillo falló en posicionarse en las listas de sencillos. Un escritor para Disc, una revista británica de música, descartó «Rubber Band», pero elogió a «The London Boys», creyendo que “hubiera sido lado más impresionante”.
En décadas posteriores, los biógrafos de Bowie han elogiado a «The London Boys» como uno de sus mejores temas hasta ese momento. Nicholas Pegg escribió que “se encuentra entre las grabaciones más sofisticadas de Bowie de la época, demostrando una comprensión madura del ritmo y la dinámica”, un sentimiento compartido por Marc Spitz que la considera “muy superior” a su lado A.
Bowie consideró regrabar la canción para su álbum de versiones Pin Ups en 1973, sin embargo, la idea fue abandonada. Decca relanzó la canción como sencillo el 2 de mayo de 1975, junto con «Love You till Tuesday» como lado B. «The London Boys» ha aparecido en numerosos álbumes recopilatorios, incluyendo The World of David Bowie (1970), Images 1966–1967 (1973), The Deram Anthology 1966–1968 (1997). Los críticos de AllMusic, Alex Henderson y Richie Unterberger, llamaron a la canción “la pieza destacable” de The World of David Bowie e Images 1966–1967, respectivamente.

## Versiones en vivo
- Una versión grabada en el BBC Radio Theatre, Londres el 27 de junio de 2000, apareció en BBC Radio Theatre, London, June 27, 2000, como parte de la caja recopilatoria Brilliant Adventure (1992–2001).[23]

## Otros lanzamientos
- La canción fue publicada como lado B del sencillo «Rubber Band» el 2 de diciembre de 1966.[2]
- La canción fue publicado como sencillo junto con «Love You till Tuesday» como lado B el 2 de mayo de 1975.[3]
- La canción ha aparecido en numerosos álbumes recopilatorios de David Bowie:
  - The World of David Bowie (1970)
  - Images 1966–1967 (1973)
  - London Boy (1995)
  - The Deram Anthology 1966–1968 (1997)
  - Brilliant Adventure (1992–2001)

## Otras versiones
Algunos artistas que han versionada «The London Boys», incluyen la banda británica the Times para su álbum de 1983, I Helped Patrick McGoohan Escape y el músico británico Marc Almond para su álbum de 2007, Stardom Road. El mismo músico envió a Almond una carta en la que decía que pensaba que su versión era superior a la original.

## Lista de canciones
Todas las canciones escritas y compuestas por David Bowie.
1. «The London Boys» – 3:21
2. «Love You till Tuesday» – 3:10

## Créditos
Créditos adaptados desde the Bowie Bible.
- David Bowie – voz principal
- Derek Boyes – órgano
- Dek Fearnley – bajo eléctrico
- John Eager – batería
- Chick Norton – trompeta

## Versión deToy
Inesperadamente, Bowie revivió «The London Boys» durante su gira de verano en 2000. Poco después, él grabó la canción durante las sesiones para el proyecto Toy entre julio y octubre de 2000, junto con otras canciones que Bowie escribió y grabó a mediados de los años 1960, incluyendo «Can't Help Thinking About Me». La formación consistía de los miembros de la banda de apoyo en las giras de Bowie: el guitarrista Earl Slick, la bajista Gail Ann Dorsey, el pianista Mike Garson, el músico Mark Plati y el baterista Sterling Campbell. Coproducida por Bowie y Plati, la banda ensayó las canciones en los estudios Sear Sound  en Nueva York antes de grabarlas como canciones en vivo.  Plati declaró que el se negó a escuchar la grabación original de las canciones, para así evitar que las originales incluyeran en su forma de tocar en las nuevas versiones. Los overdubs fueron grabados en los estudios Looking Glass en Nueva York.
Inicialmente, Toy tenía un lanzamiento previsto en marzo de 2001, antes de ser archivada por Virgin EMI debido a problemas financieros. Así que Bowie se separó de la discográfica y grabó su siguiente álbum en 2002, Heathen. En marzo de 2011, algunas canciones de las sesiones de Toy fueron filtradas en el Internet, lo que atrajo atención mediática.
Diez años después, el 29 de septiembre de 2021,	Warner Music Group anunció que Toy tendría un lanzamiento oficial el 26 de noviembre de 2021 como parte de la caja recopilatoria Brilliant Adventure (1992–2001) a través de ISO y Parlophone. Una edición de lujo, titulada Toy:Box, fue publicada el 7 de enero de 2022, la cual contenía 2 nuevas remezclas de la canción: una “alternate mix” y una “Unplugged and Somewhat Slightly Electric”, la cual presentaba nuevas partes de guitarra por Plati y Slick.

### Créditos
Créditos según Chris O'Leary.
- David Bowie – voz principal, productor
- Earl Slick – guitarra líder
- Gerry Leonard – guitarra rítmica
- Gail Ann Dorsey – bajo eléctrico, coros
- Mike Garson – teclado
- Mark Plati – bajo eléctrico, guitarra rítmica, productor
- Sterling Campbell – batería
- Holly Palmer y Emm Gryner – coros
- Tony Visconti – arreglos de cuerda